# Jang Hee-jin
Jang Hee-jin (* 9. Mai 1983 in Incheon) ist eine südkoreanische Schauspielerin.

## Karriere
Jang ist seit 2004 im südkoreanischen Fernsehen zu sehen. 2005 übernahm sie eine Rolle in der Serie Hello My Teacher. In der Serie spielt sie eine Schülerin, die sich in ihren Lehrer verliebt. Bekannt wurde sie durch die Fernsehserie Seoul Warrior Story. 2011 spielte sie in Park Hoon-jungs Film Swordbrothers die hübsche Seo-hyun, in die die beiden Protagonisten verliebt sind. Es folgte eine Nebenrolle in dem Film Dohee – Weglaufen kann jeder, in der sie die frühere Freundin von Bae Doo-na spielt. 2017 erhielt sie für ihre Leistung in der Fernsehserie You Are Too Much (당신은 너무합니다 Dangsin-eun Neomuhamnida) den Excellent Award bei der alljährlichen Fernsehpreisverleihung des Senders MBC. Sie übernahm die Rolle ab der siebten Folge von Ku Hye-sun, welche aufgrund einer Allergie die Dreharbeiten an der Serie beenden musste.

## Filmografie

### Filme
- 2006: APT (아파트 Apateu)
- 2006: Marrying the Mafia III (가문의 부활 - 가문의 영광 3 Gamunui Buhwal - Gamunui Yeonggwang 3)
- 2006: Gangster High (폭력써클 Pongyeokssekeul)
- 2007: Crazy Waiting (기다리다 미쳐 Gidarida Michyeo)
- 2008: Rough Cut (영화는 영화다 Yeonghwa-neun Yeonghwada)
- 2011: Swordbrothers (혈투 Hyeoltu)
- 2013: Kongnamul (콩나물)
- 2014: A Girl at My Door (도희야 Do-hui-ya)
- 2014: Confession (좋은 친구들 Joeun Chingudeul)
- 2015: The End of the World (세상의 끝)
- 2015: Granny’s Got Talent (헬머니 Hellmoni)

### Fernsehserien
- 2004: Nonstop 5
- 2004: Land
- 2005: Hello My Teacher
- 2005: MBC Best Theater "One Fine Day"
- 2005: Banjun Drama "Camera Phone"
- 2005: Banjun Drama "Masked Protector"
- 2005: Banjun Drama "정민이 동생 경민"
- 2005: Banjun Drama "보이기 안는 사랑"
- 2007: Que Sera Sera
- 2008: Drama City "The Love Revenger - Miss Jo"
- 2008: Our Happy Ending
- 2008: Seoul Warrior Story
- 2009: Tae-hee, Hye-kyo, Ji-hyun
- 2009: 2009 Hometown of Legends "Come with Me to Hell"
- 2011: TV Literature "My Mother and Her Guest"
- 2011: Myung-wol the Spy
- 2011: What’s Up?
- 2012: Big
- 2012: My Daughter Seo-young
- 2013: Thrice Married Woman
- 2014: Drama Special "The Three Female Runaways"
- 2015: The Scholar Who Walks the Night
- 2015: The Village: Achiara’s Secret
- 2016: Mirror of the Witch
- 2016: On the Way to the Airport
- 2017: My Shy Boss
- 2017: You Are Too Much
- 2018: Drama City „Such a Long Farewell“
- 2019: Babel (바벨)
- 2020: Flower of Evil (악의 꽃)
- 2023: Pandora: Beneath the Paradise (판도라: 조작된 낙원 Pandora: Jojakdoen Nagwon)